# Matěj Rejsek
Matěj Rejsek ou Matthias Rejsek, né vers 1445 à Prostějov et mort le 1er juillet 1506 à Kutná Hora est un tailleur de pierre tchèque, sculpteur, maître d'œuvre et architecte du gothique tardif en Bohême.

## Biographie

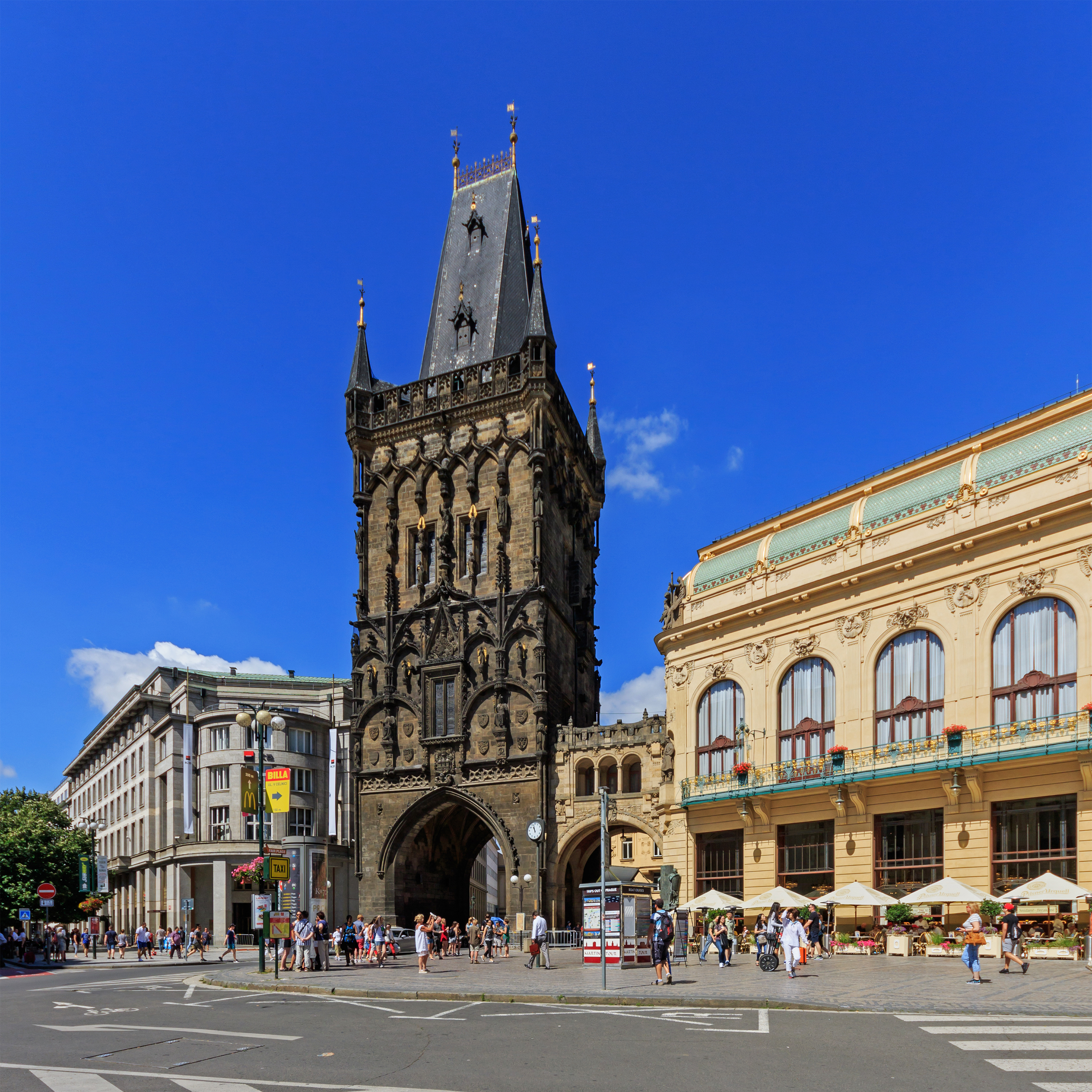
Tour Poudrière de Prague

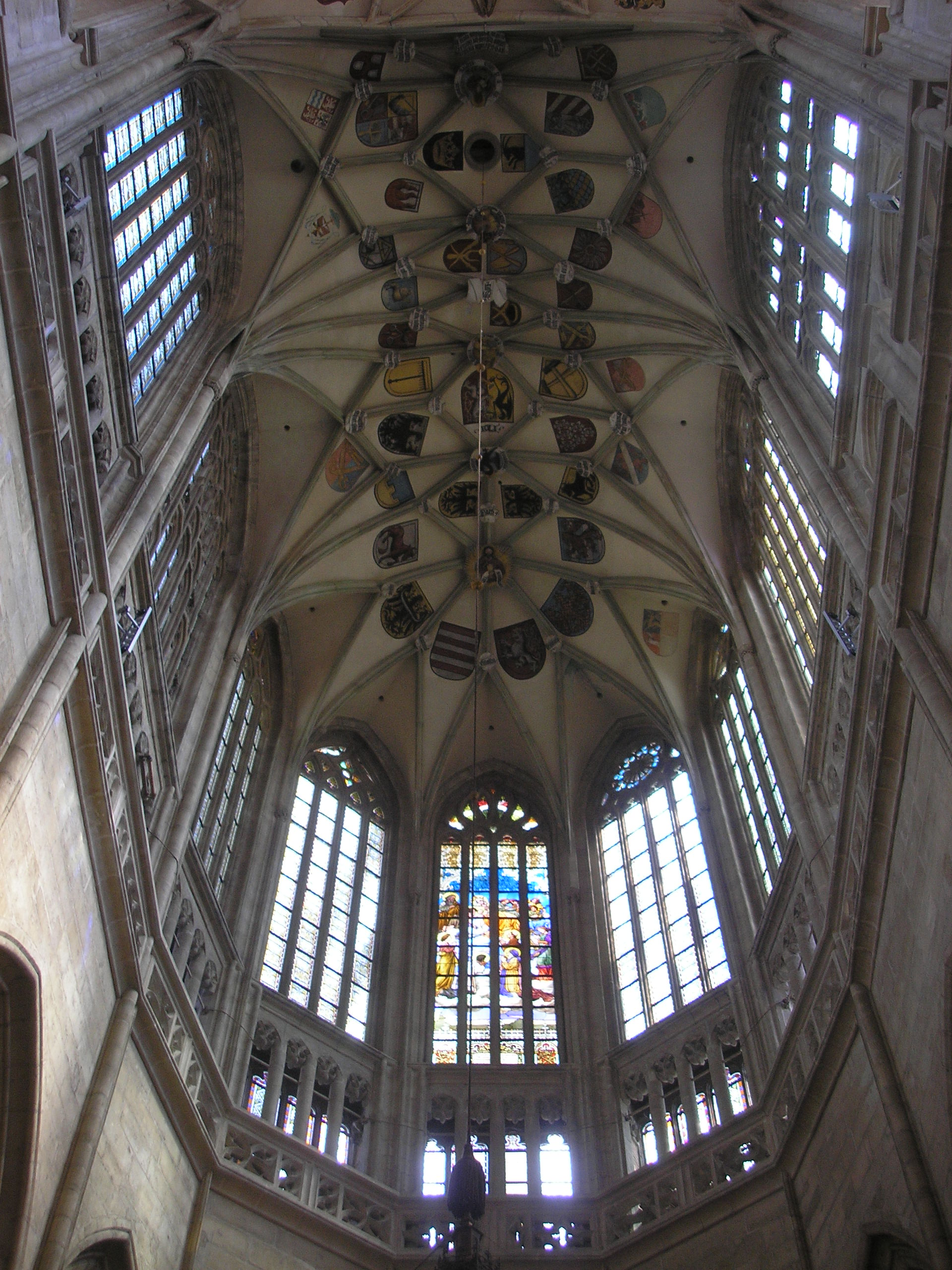
Chœur de la cathédrale Sainte-Barbe de Kutná Hora.

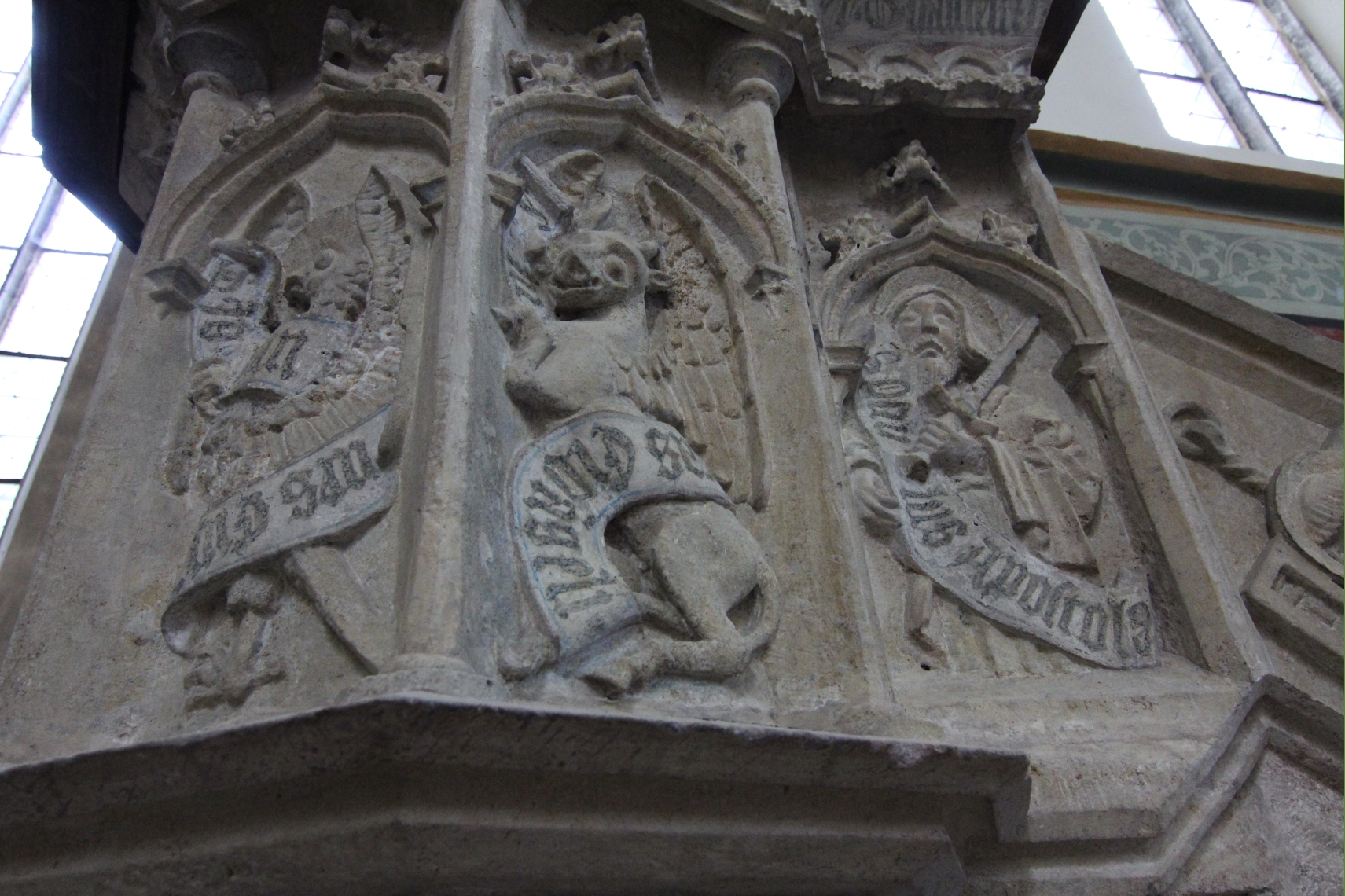
Chaire de l'église de Kaňk (Kutná Hora).

Matěj Rejsek est né à Prostějov avant 1450 (probablement la ville morave de Prostějov, en allemand Proßnitz ; le village de Bohème Prostějov est également une possibilité). Il part étudier à l'Université de Prague, et est bachelier en 1469. Il devient recteur de l'école de l'église de Tyn dans la vieille ville de Prague.
Il abandonne l'enseignement, devient membre de la guilde des maçons de Prague en 1478. Il accepte des contrats de construction et réalise de nombreux petits bâtiments sur des églises et des maisons de ville. Son travail décoratif est particulièrement apprécié. L'une de ses œuvres les plus célèbres est la Tour Poudrière de Prague, construite comme porte d'apparat de la vieille ville après 1475, et dont il est le seul chef de chantier à partir de 1478. Son travail est inspiré par celui de Peter Parler.
En 1489, Rejsek s'installe à Kutná Hora (allemand Kuttenberg), où il travaille à la construction de la cathédrale de Sainte-Barbe. Il bâtit le chœur de la cathédrale et achève la voûte en 1499.

## Ouvrages
- Pierre tombale en marbre de l'évêque utraquiste Jean de Rokycana dans l' église de Tyn dans la vieille ville de Prague (1470), qui n'est plus conservée.
- Baldaquin de la tombe de l'évêque italien Augustin Lucian Mirandola dans l'église de Tyn[5]
- Tour Poudrière de Prague (Prašná brána) dans la vieille ville de Prague, participation 1478–1483[3]
- Parties supérieures du chœur et de la voûte de la cathédrale de Sainte-Barbe à Kutná Hora (1489-1506)[1]
- Chaire dans l'église de Saint-Laurent à Kaňk près de Kutná Hora (1504)
- Chaire de l'église Bartolomeus à Rakovník en Bohême-Centrale (1504)
- Hôtel de ville de Kutná Hora (après 1490) - non conservé[6]

Probablement créés par Matthias Rejsek:
- Statue de Bruncvík sur le pont Charles dans la petite ville de Prague, endommagée en 1648, depuis 1875 dans le Lapidarium du Musée national de Prague[1]
- Fontaine en pierre à Kutná Hora (1495)[6]